# Faraway (Hosi ni negai o)
A Faraway (Hosi ni negai o) (Faraway 〜星に願いを〜; Hepburn: Faraway (Hoshi ni negai o)) Gackt japán énekes kislemeze, mely 2009. június 17-én jelent meg az Dears kiadónál. A kislemez egy négy kislemezből álló projekt második darabja, visszaszámlálásként Gackt tízéves szólókarrierjének évfordulójára.

## Számlista
| #  | Cím                                                                                                  | Hossz |
| -- | --- | ----- |
| 1. | Faraway: Hosi ni negai o (Faraway 〜星に願いを〜; Hepburn: Faraway: Hoshi ni Negai o)                |       |
| 2. | Oblivious: Kao no nai tensi ( Oblivious 〜顔のない天使〜; Hepburn: Oblivious: Kao no nai Tenshi)     |       |
| 3. | Faraway: Hosi ni negai o (Faraway 〜星に願いを〜; Hepburn: Faraway: Hoshi ni Negai o) (Instrumental) |       |
| 4. | Oblivious: Kao no nai tensi ( Oblivious 〜顔のない天使〜; Hepburn: Oblivious: Kao no nai Tenshi)     |       |

## Slágerlista-helyezések
| Slágerlista (2009)              | Legmagasabb helyezés |
| ------------------------------- | -------------------- |
| Oricon heti kislemezlista       | 8                    |
| Billboard Japan Hot 100         | 32                   |
| Billboard Japan Top Independent | 1                    |